# Matutumetes amoenus
Matutumetes amoenus är en insektsart som beskrevs av Frank H.Hennemann och Oskar V.Conle 2007. Matutumetes amoenus ingår i släktet Matutumetes och familjen Phasmatidae. Inga underarter finns listade i Catalogue of Life.